# Rats - Notte di terrore
Rats - Notte di terrore (no Brasil, Ratos - A Noite do Terror) é um filme italiano de 1984, do gênero suspense pós-apocalíptico, dirigido por Bruno Mattei e Fragasso Claudio.

## Enredo
No ano de 2225, exatos 215 anos após a grande explosão nuclear que destruiu o planeta, gangues de sobreviventes (conhecidos como “Novos Primitivos”) vivem sobre a superfície desértica da Terra e lutam pela posse de comida e água. Andando de ruínas em ruínas, um dos grupos chega até uma cidade-fantasma e decide passar a noite em um velho hotel. Ali irá se travar uma guerra muito pior do que todas que os guerreiros já enfrentaram. Um novo inimigo agora os ataca, e seu objetivo maior é um só: todo ser humano é alimento.

## Elenco
| Ator                 | Personagem |
| -------------------- | ---------- |
| Ottaviano Dell'Acqua | Kurt       |
| Geretta Geretta      | Chocolate  |
| Massimo Vanni        | Taurus     |
| Richard Cross        | Video      |
| Ann-Gisel Glass      | Myrna      |
| Cindy Leadbetter     | Diana      |

## Produção
O filme foi filmado em Cinecittà em Roma, usando os sets construídos para Once Upon a Time in America.

## Recepção
Segundo Allmovie, "Rats teve seus méritos em ser um dos poucos filmes assistíveis de Bruno Mattei".

## Classificação indicativa

### Canadá
Após ter sido avaliado e rejeitado duas vezes, o filme foi classificado como R (restrito para menores de 17 anos).

### Estados Unidos
Nos Estados Unidos, o filme não foi sequer avaliado.

## DVD
Rats foi lançado em DVD por Anchor Bay, em 2005. Posteriormente, foi re-lançado pela Blue Underground em 2007.